# ووهردن
ووهردن (به آلمانی: Wöhrden) یک شهر در آلمان است که در دیمارشن واقع شده‌است. ووهردن ۱٬۳۲۶ نفر جمعیت دارد.